# Unione Sportiva Avellino 1979-1980
Questa voce raccoglie le informazioni riguardanti l'Unione Sportiva Avellino nelle competizioni ufficiali della stagione 1979-1980.

## Stagione
Nella seconda stagione nel massimo campionato l'Avellino riesce ancora a salvare la prestigiosa categoria. Con tante preoccupazioni, calcistiche e anche extra-sportive, legate alle partite "truccate".
L'inizio del campionato è discreto, il girone di andata si chiude con 15 punti in posizione tranquilla, sempre lontano dalla zona pericolosa della classifica, anche nel girone di ritorno, a parte il cedimento nel finale con tre sconfitte di fila, ma arrivate a salvezza raggiunta.
Poi lo scandalo che manda per la prima volta in Serie B il Milan, terzo nella classifica finale, e la Lazio che si era salvata. Anche gli irpini sono coinvolti nello scandalo con Bologna e Perugia, ma subendo una punizione meno grave, una penalizzazione di 5 punti da scontare nel prossimo torneo. I verdetti di stagione sono: Scudetto all'Inter con 41 punti, non toccato dallo scandalo, retrocessi in Serie B Pescara sul campo, Milan e Lazio declassate dalla Commissione di Appello Federale.
Nella Coppa Italia, prima del campionato l'Avellino disputa il terzo girone di qualificazione, che promuove ai Quarti di Finale della manifestazione la Ternana.

## Organigramma societario
Area direttiva
- Presidente: Fausto Maria Sara

Area tecnica
- Allenatore: Rino Marchesi
- Allenatore in seconda: Spartaco Landini

Area sanitaria
- Massaggiatore: Vincenzo De Luca Picioni

## Rosa
| N. |                   | Ruolo | Calciatore                     |
| -- | ----------------- | ----- | ------------------------------ |
|    | Italia (bandiera) | P     | Nicola Di Leo                  |
|    | Italia (bandiera) | P     | Ottorino Piotti                |
|    | Italia (bandiera) | P     | Vito Stenta                    |
|    | Italia (bandiera) | D     | Paolo Beruatto                 |
|    | Italia (bandiera) | D     | Cesare Cattaneo (vicecapitano) |
|    | Italia (bandiera) | D     | Salvatore Di Somma (capitano)  |
|    | Italia (bandiera) | D     | Sergio Giovannone              |
|    | Italia (bandiera) | D     | Paolo Milella                  |
|    | Italia (bandiera) | D     | Giovanni Francesco Pozza       |
|    | Italia (bandiera) | D     | Vincenzo Romano                |
|    | Italia (bandiera) | C     | Giorgio Boscolo                |
|    | Italia (bandiera) | C     | Franco Cordova                 |
|    | Italia (bandiera) | C     | Francesco Della Monica         |
|    | Italia (bandiera) | C     | Lorenzo Ferrante               |

| N. |                   | Ruolo | Calciatore         |
| -- | ----------------- | ----- | ------------------ |
|    | Italia (bandiera) | C     | Graziano Mazzoni   |
|    | Italia (bandiera) | C     | Paolo Tuttino      |
|    | Italia (bandiera) | C     | Pellegrino Valente |
|    | Italia (bandiera) | A     | Virginio Araldi    |
|    | Italia (bandiera) | A     | Giovanni Black     |
|    | Italia (bandiera) | A     | Stanislao Bozzi    |
|    | Italia (bandiera) | A     | Andrea Carnevale   |
|    | Italia (bandiera) | A     | Gianluca De Ponti  |
|    | Italia (bandiera) | A     | Giuseppe Massa     |
|    | Italia (bandiera) | A     | Claudio Pellegrini |
|    | Italia (bandiera) | A     | Stefano Pellegrini |
|    | Italia (bandiera) | A     | Mario Piga         |
|    | Italia (bandiera) | A     | Gianluca Tolio     |

## Risultati

### Serie A

#### Girone di andata
| Avellino 16 settembre 1979 1ª giornata | Avellino             | 0 – 0 | Lazio | Stadio Partenio\| Arbitro: \| Barbaresco (Cormons) \| |
| Arbitro:                               | Barbaresco (Cormons) |       |       |                                                       |

| Arbitro: | Menegali (Roma) |

|            |           |  |
| Chiodi 21’ | Marcatori |  |

| Arbitro: | Benedetti (Roma) |

|  |           |                               |
|  | Marcatori | 30’ F. Graziani 56’ P. Pulici |

| Catanzaro 7 ottobre 1979 4ª giornata | Catanzaro         | 0 – 0 | Avellino | Stadio Militare\| Arbitro: \| Tonolini (Milano) \| |
| Arbitro:                             | Tonolini (Milano) |       |          |                                                    |

| Arbitro: | Terpin (Trieste) |

|                   |           |  |
| C. Pellegrini 85’ | Marcatori |  |

| Arbitro: | Lanese (Messina) |

|               |           |             |
| Cinquetti 45’ | Marcatori | 60’ Cordova |

| Avellino 28 ottobre 1979 7ª giornata | Avellino       | 0 – 0 | Udinese | Stadio Partenio\| Arbitro: \| Pieri (Genova) \| |
| Arbitro:                             | Pieri (Genova) |       |         |                                                 |

| Arbitro: | Benedetti (Roma) |

|  |           |             |
|  | Marcatori | 77’ Valente |

| Arbitro: | Casarin (Milano) |

|              |           |                     |
| Gattelli 24’ | Marcatori | 42’ (rig.) De Ponti |

| Avellino 25 novembre 1979 10ª giornata | Avellino        | 0 – 0 | Inter | Stadio Partenio\| Arbitro: \| Menegali (Roma) \| |
| Arbitro:                               | Menegali (Roma) |       |       |                                                  |

| Arbitro: | Agnolin (Bassano del Grappa) |

|                     |           |  |
| De Ponti 42’ (rig.) | Marcatori |  |

| Ascoli Piceno 9 dicembre 1979 12ª giornata | Ascoli                | 0 – 0 | Avellino | Stadio Cino e Lillo Del Duca\| Arbitro: \| Ballerini (La Spezia) \| |
| Arbitro:                                   | Ballerini (La Spezia) |       |          |                                                                     |

| Arbitro: | Michelotti (Parma) |

|                                        |           |  |
| Antognoni 25’, 49’ (rig.) Guerrini 59’ | Marcatori |  |

| Arbitro: | Ciulli (Roma) |

|                                |           |                  |
| C. Pellegrini 39’ De Ponti 63’ | Marcatori | 1’, 76’ P. Rossi |

| Arbitro: | Lops (Torino) |

|              |           |                |
| Ugolotti 71’ | Marcatori | 53’ Mario Piga |

#### Girone di ritorno
| Arbitro: | Casarin (Milano) |

|                     |           |                  |
| Giordano 75’ (rig.) | Marcatori | 6’ S. Pellegrini |

| Arbitro: | Lo Bello (Siracusa) |

|              |           |  |
| Cattaneo 50’ | Marcatori |  |

| Arbitro: | Patrussi (Ravenna) |

|                      |           |                           |
| F. Graziani 33’, 60’ | Marcatori | 73’ De Ponti 83’ Cattaneo |

| Arbitro: | Menicucci (Firenze) |

|                             |           |  |
| C. Pellegrini 84’ Massa 87’ | Marcatori |  |

| Arbitro: | Casarin (Milano) |

|                |           |  |
| G. Savoldi 71’ | Marcatori |  |

| Arbitro: | Mascia (Milano) |

|                                |           |  |
| Beruatto 18’ S. Pellegrini 85’ | Marcatori |  |

| Arbitro: | Lanese (Messina) |

|  |           |                   |
|  | Marcatori | 90’ C. Pellegrini |

| Arbitro: | Pieri (Genova) |

|                          |           |                              |
| De Ponti 42’, 51’ (rig.) | Marcatori | 27’, 63’ Capone 37’ Guidetti |

| Arbitro: | Terpin (Trieste) |

|                                       |           |                            |
| Brugnera 33’ (aut.) S. Pellegrini 61’ | Marcatori | 17’ Selvaggi 81’ Marchetti |

| Arbitro: | Reggiani (Bologna) |

|                                        |           |  |
| Caso 16’ V. Romano 68’ (aut.) Ambu 82’ | Marcatori |  |

| Arbitro: | Menegali (Roma) |

|                          |           |  |
| Tardelli 62’ Bettega 73’ | Marcatori |  |

| Arbitro: | Ciulli (Roma) |

|                          |           |                            |
| V. Romano 8’ Valente 15’ | Marcatori | 57’ Bellotto 62’ Scanziani |

| Arbitro: | Agnolin (Bassano del Grappa) |

|  |           |                                  |
|  | Marcatori | 14’ Desolati 31’ (aut.) Cattaneo |

| Arbitro: | Tonolini (Milano) |

|                 |           |           |
| Frosio 11’, 25’ | Marcatori | 65’ Massa |

| Arbitro: | Magni (Bergamo) |

|  |           |               |
|  | Marcatori | 68’ Santarini |

### Coppa Italia

#### Primo turno
| Verona 22 agosto 1979 1ª giornata | Verona                | 0 – 0 | Avellino | Stadio Marcantonio Bentegodi\| Arbitro: \| Ballerini (La Spezia) \| |
| Arbitro:                          | Ballerini (La Spezia) |       |          |                                                                     |

| Avellino 26 agosto 1979 2ª giornata | Avellino        | 0 – 0 | Ternana | Stadio Partenio\| Arbitro: \| Facchin (Udine) \| |
| Arbitro:                            | Facchin (Udine) |       |         |                                                  |

| Arbitro: | Menegali (Roma) |

|                |           |  |
| M. Mancini 70’ | Marcatori |  |

| Arbitro: | Pieri (Genova) |

|                               |           |              |
| De Ponti 17’, 48’ (rig.), 78’ | Marcatori | 75’ Pagliari |

## Statistiche

### Statistiche di squadra
| Competizione | Punti | In casa | In casa | In casa | In casa | In casa | In casa | In trasferta | In trasferta | In trasferta | In trasferta | In trasferta | In trasferta | Totale | Totale | Totale | Totale | Totale | Totale | DR |
| Competizione | Punti | G       | V       | N       | P       | Gf      | Gs      | G            | V            | N            | P            | Gf           | Gs           | G      | V      | N      | P      | Gf     | Gs     | DR |
| ------------ | ----- | ------- | ------- | ------- | ------- | ------- | ------- | ------------ | ------------ | ------------ | ------------ | ------------ | ------------ | ------ | ------ | ------ | ------ | ------ | ------ | -- |
| Serie A      | 27    | 15      | 5       | 6       | 4       | 15      | 14      | 15           | 2            | 7            | 6            | 9            | 18           | 30     | 7      | 13     | 10     | 24     | 32     | -8 |
| Coppa Italia | 4     | 2       | 1       | 1       | 0       | 3       | 1       | 2            | 0            | 1            | 1            | 0            | 1            | 4      | 1      | 2      | 1      | 3      | 2      | +1 |
| Totale       |       | 17      | 6       | 7       | 4       | 18      | 15      | 17           | 2            | 8            | 7            | 9            | 19           | 34     | 8      | 15     | 11     | 27     | 34     | -7 |

### Statistiche dei giocatori
| Giocatore           | Serie A  | Serie A | Serie A     | Serie A    | Coppa Italia | Coppa Italia | Coppa Italia | Coppa Italia | Totale   | Totale | Totale      | Totale     |
| Giocatore           | Presenze | Reti    | Ammonizioni | Espulsioni | Presenze     | Reti         | Ammonizioni  | Espulsioni   | Presenze | Reti   | Ammonizioni | Espulsioni |
| ------------------- | -------- | ------- | ----------- | ---------- | ------------ | ------------ | ------------ | ------------ | -------- | ------ | ----------- | ---------- |
| P. Beruatto         | 29       | 1       | ?           | ?          | ?            | ?            | ?            | ?            | 29+      | 1+     | ?           | ?          |
| G. Boscolo          | 26       | 0       | ?           | ?          | ?            | ?            | ?            | ?            | 26+      | 0+     | ?           | ?          |
| A. Carnevale        | 1        | 0       | ?           | ?          | ?            | ?            | ?            | ?            | 1+       | 0+     | ?           | ?          |
| C. Cattaneo         | 27       | 2       | ?           | ?          | ?            | ?            | ?            | ?            | 27+      | 2+     | ?           | ?          |
| F. Cordova          | 5        | 1       | ?           | ?          | ?            | ?            | ?            | ?            | 5+       | 1+     | ?           | ?          |
| G. De Ponti         | 28       | 6       | ?           | ?          | ?            | ?            | ?            | ?            | 28+      | 6+     | ?           | ?          |
| S. Di Somma         | 26       | 0       | ?           | ?          | ?            | ?            | ?            | ?            | 26+      | 0+     | ?           | ?          |
| L. Ferrante         | 14       | 0       | ?           | ?          | ?            | ?            | ?            | ?            | 14+      | 0+     | ?           | ?          |
| S. Giovannone       | 20       | 0       | ?           | ?          | ?            | ?            | ?            | ?            | 20+      | 0+     | ?           | ?          |
| G. Massa            | 22       | 2       | ?           | ?          | ?            | ?            | ?            | ?            | 22+      | 2+     | ?           | ?          |
| G. Mazzoni          | 7        | 0       | ?           | ?          | ?            | ?            | ?            | ?            | 7+       | 0+     | ?           | ?          |
| S. Pellegrini (II)  | 12       | 3       | ?           | ?          | ?            | ?            | ?            | ?            | 12+      | 3+     | ?           | ?          |
| C. Pellegrini (III) | 28       | 4       | ?           | ?          | ?            | ?            | ?            | ?            | 28+      | 4+     | ?           | ?          |
| M. Piga             | 27       | 1       | ?           | ?          | ?            | ?            | ?            | ?            | 27+      | 1+     | ?           | ?          |
| O. Piotti           | 30       | -31     | ?           | ?          | ?            | ?            | ?            | ?            | 30+      | -31+   | ?           | ?          |
| G. Pozza            | 3        | 0       | ?           | ?          | ?            | ?            | ?            | ?            | 3+       | 0+     | ?           | ?          |
| V. Romano (II)      | 17       | 1       | ?           | ?          | ?            | ?            | ?            | ?            | 17+      | 1+     | ?           | ?          |
| V. Stenta           | 1        | -1      | ?           | ?          | ?            | ?            | ?            | ?            | 1+       | -1+    | ?           | ?          |
| G. Tollo            | 1        | 0       | ?           | ?          | ?            | ?            | ?            | ?            | 1+       | 0+     | ?           | ?          |
| P. Tuttino          | 12       | 0       | ?           | ?          | ?            | ?            | ?            | ?            | 12+      | 0+     | ?           | ?          |
| P. Valente          | 23       | 2       | ?           | ?          | ?            | ?            | ?            | ?            | 23+      | 2+     | ?           | ?          |